# Sněžný lev

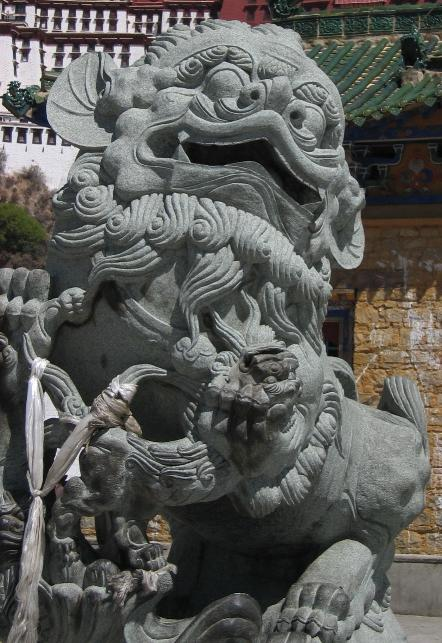
Sněžný lev před palácem Potála

Sněžný lev (tibetsky གངས་སེང་གེ་; Wylie gangs seng ge) je tibetský mytický tvor symbolizující především nebojácnost. Jeho snad nejznámější zpodobení se nachází na tibetské vlajce a znaku. Bývá často zpodobňován v tibetském buddhismu.